# Carpobrotus glaucescens
Carpobrotus glaucescens és una espècie de la família de les Aizoàcies, endèmica d'Austràlia. És una planta crassa que es troba a llocs costaners, sòls sorrencs exposats i dunes.